# Zhang Yueran
Zhang Yueran (xinès simplificat: 张悦然) (Jinan 1982 -) escriptora xinesa, considerada com una de les escriptores xineses més influents entre el públic juvenil.

## Biografia
Zhang Yueran va néixer el 7 de novembre de 1982 a Jinan, província de Shandong (Xina). Filla d'un professor universitari de literatura, a la Universitat de Shandong, posseïa una biblioteca familiar ben assortida i a casa sovint acudien escriptors, col·legues i amics del seu pare. Per això, des de molt jove va entrar en contacte amb la literatura i va començar a escriure als catorze anys.
El 1982, es va graduar a la Shandong Experimental High School .El 2001va entrar al a Universitat de Shandong i es va especialitzar en anglès i dret.
Als 19 anys va obtenir la beca de govern de Singapur i va abandonar la Xina durant un any i va estudiar informàtica a la Universitat Nacional de Singapur.
El 2008 es va doctorar en Literatura Antiga Xinesa a la Renmin University on hi ha fet de professora de literatura. Aquest any també es va incorporar com a Cap de redacció de la revista literària juvenil 鲤 (Li) (Newriting).

### Carrera literària
Després que Mengya (Sprout), una revista literària per a joves lectors, va publicar històries seves com "Tao Zhiying" i "Black Cat Never Sleep" es va convertir en una escriptora popular entre els adolescents.
A Singapur la van contractar com a col·laboradora especial del diari matutí Xinjiapo Lianhe zaobao 新加坡 联合早报 (Lliga de Singapur) i, d'aquesta manera, va començar a dedicar-se completament a l'escriptura, iniciant la seva carrera com a escriptora i abandonant els seus estudis d'informàtica.
Zhang ha atret l’atenció de revistes i diaris literaris, així com d’escriptors consolidats com Mo Yan, que va escriure el prefaci d’un dels seus llibres. on va dir que: "El valor de les novel·les de Zhang Yueran és descriure l'estat d'ànim sensible,reflectir la ment interior de la joventut i registrar la trajectòria de creixement psicològic dels adolescents
El 2010 va participar en un viatge d'escriptors xinesos a varies ciutats espanyoles, entre elles Barcelona, i que va donar com a resultat un assaig, on hi van col·laborar els escriptors 阎连科 (Yan Lianke), 劳马 (Lao Ma), 周嘉宁 (Zhou Jianing) i 陈众议 (Chen Zhongyi).

### Premis
- 2001: Primer premi del grup A del Concurs Nacional de Composició de Nous Conceptes,[6]
- El 2002 va ser nomenada "Escriptora femenina amb més talent" pel lloc web "Sprout"[6]
- 2005: Chinese Press Most Promising New Talent Award
- 2006: Spring Literature Prize
- 2008: MAO-TAI Cup" People's Literature Prize per "Yueyuan zhi ie ji qita"月圆 之 夜 及 其他 (Nit de lluna plena i altres històries).
- El 2012 va ser inclosa per la revista Lianhe wenxue 联合 文学 (Unitas) en el rànquing de les vint millors escriptores menors de quaranta anys.
- 2017: Premi Waqng Zengqi per 大乔小乔 (Daqiao Xiaoqiao)

## Obres destacades
- 2003: 葵花走失在1890 (Sunflower Missing in 1890)
- 2004: 十爱 (Ten love Stories)
- 2004: 樱桃之远 (Distany Cherry) :una novel·la sentimental sobre dues noies que creixen juntes i que experimenten l’amistat, l’amor i la mort.[3]2006:
- 2006: 誓鸟 (The Promise Bird) Nominada pel Premi Best Saga Novel
- 2006: 水仙已乘鲤鱼去 (Narcissus)